# 高阳关路
高阳关路，北宋时设置的路。
庆历八年（1048年）置，治所在瀛州（后升河间府，今河北省河间市）。为河北四安抚使路之一。辖境相当今天津市、河北省容城以南，白洋淀、武邑、南宫、清河以东及山东省武城、无棣等市县地。金朝时省。